# Kazuki Nakashima
Kazuki Nakashima (中島かずき?, Nakashima Kazuki; Fukuoka, 19 agosto 1959) è un drammaturgo, fumettista e sceneggiatore giapponese.
Ha scritto i copioni di Re: Cutie Honey, Sfondamento dei cieli Gurren Lagann e Ōedo Rocket. In particolare è stato anche il responsabile della composizione della serie di Gurren Lagann ed ha scritto il dramma che sta alla base dell'anime Ōedo Rocket. È stato il caporeparto scrittori del tokusatsu Kamen Rider Fourze e della prima serie anime dello studio Trigger, Kill la Kill. È stato l'editor della serie manga Getter Robot di Go Nagai e Ken Ishikawa.